# STAR JETS
フライトクルーチアリーダーズSTAR JETS（スター・ジェッツ）は、Bリーグに所属する千葉ジェッツふなばし専属のチアパフォーマンスチームである。
ディレクターは発足からは2011-12シーズン途中まで元NFLチアリーダーの中山麻紀子、2012年よりSTAR JETS兼任のAking、2013-14シーズンより松田華衣。アドバイザーに久野明子。その後は、プロデューサーに松田華衣、ディレクターに山城なつみの体制を継続した。
2017年オフに日本プロスポーツ界では異例とも言えるチアリーダーのプロ契約を打ち出し、第1号としてAyumiと専属マネジメント契約を結んだ。
2021-22シーズンのパフォーマンスが評価され、STAR JETS(フライトクルーチアリーダーズ)が2022年にベストパフォーマンスチーム賞を受賞した。2022-23シーズンは、プロデューサーに松田華衣、ディレクターに亀山彩花の体制となり、新メンバー6名を加えた計15名となることが発表された。2025-26シーズンは、継続メンバー9名に新たなメンバー9名を加えた計18名となることが発表された

## 組織

### 指導者
- プロデューサー：松田華衣
- ディレクター：亀山彩花（Ichika）
- ユースチーム ディレクター：Yuko/Ayaka

### メンバー
2025-26 メンバー
- Aya
- Ayane
- Ena(☆)
- Hanaka
- Hiyori

- Kaho
- Kotone(☆)
- Marin
- Miku
- Natsuki

- Rena
- Rinka(☆)
- Rino
- Saori
- Sena

- Umi(☆)
- Yoshie
- Yuuki

☆表記は、STAR JETS専属マネジメント契約

## 主なOG
| メンバー名            | 加入期 | 在籍期間    | 備考 | 個人ツイッター                                 |
| --------------------- | ------ | ----------- | --- | ---------------------------------------------- |
| Misaki （安村美咲）   | 1期    | 2011 - 2018 | 千葉商科大学サービス創造学部卒業。 オーディション合格時に学部長に報告したのをきっかけに、 同大学内にチアダンスチーム「glitter's」（グリッターズ）を結成。 初代キャプテンとしても活動した。 SJ卒業後はSJユースチームのディレクターやglitter'sのコーチを務めている。 | 安村美咲 (@MisakiSTARJETS) - X（旧Twitter）    |
| Sayaka                | 3期    | 2013 - 2017 | Stay Gold Cheerleader代表 東京八王子ビートレインズオフィシャルチアリーダー「Raily's」ディレクター | Sayaka (@sayaka_barbie) - X（旧Twitter）       |
| Mari                  | 3期    | 2013 - 2017 | Stay Gold Cheerleaderメンバー | Mari（まりぺ） (@maripplepie) - X（旧Twitter） |
| Rikako                | 3期    | 2013 - 2017 | | Rikako (@a_rikakooooo) - X（旧Twitter）        |
| Himeka                | 4期    | 2014 - 2019 | Stay Gold Cheerleaderメンバー 東京八王子ビートレインズオフィシャルチアリーダー 「Raily's」アシスタントディレクター | Himeka Iwao (@himehime180) - X（旧Twitter）    |
| Monomi                | 4期    | 2014 - 2016 | バスケットボール男子日本代表公式チアリーディングチーム 「AKATSUKI VENUS」1期メンバー プレミアリーグ「クリスタル・パレスFC」公式チアリーダー 千葉ジェッツ専属マネジメント契約（プロ契約）                                                                           | Monomi (@Monomi0404) - X（旧Twitter）          |
| Ayumi                 | 5期    | 2015 - 2020 | Bリーグ初の千葉ジェッツ専属マネジメント契約（プロ契約） バスケットボール男子日本代表公式チアリーディングチーム「AKATSUKI VENUS」1期メンバー |                                                |
| Natsumi               | 6期    | 2016 - 2018 | |                                                |
| Nahoko （正木菜穂子） | 6期    | 2016 - 2020 | 横浜DeNAベイスターズ「diana」2014年度メンバー | 正木菜穂子 (@Nahoko921) - X（旧Twitter）       |
| Riho                  | 6期    | 2016 - 2019 | | Riho (@Riiiiiho_39) - X（旧Twitter）           |
| Yuki                  | 7期    | 2017 - 2019 | | yuki (@Yuki_s412) - X（旧Twitter）             |
| Yuko                  | 7期    | 2017 - 2022 | バスケットボール男子日本代表公式チアリーディングチーム 「AKATSUKI VENUS」1期・2期・3期・4期メンバー 千葉ジェッツ専属マネジメント契約（プロ契約） | yuko (@YukoSTARJETS) - X（旧Twitter）          |
| Ichika                | 8期    | 2018 - 2021 | バスケットボール男子日本代表公式チアリーディングチーム 「AKATSUKI VENUS」3期・4期メンバー 千葉ジェッツ専属マネジメント契約（プロ契約） | Ichika (@IchikaSTARJETS) - X（旧Twitter）      |

### 表彰
- ベストパフォーマンスチーム賞（2021-22）STAR JETS(フライトクルーチアリーダーズ)[24]